# Trichophyton rubrum
Trichophyton rubrum ist ein beim Menschen die Hornsubstanz besiedelnder Hautpilz (anthropophiler Dermatophyt). Er kann beim Menschen zahlreiche Dermatophytosen auslösen, besonders häufig kommt der Erreger gegenwärtig beim Fuß-, Nagelpilz und der Tinea inguinalis vor. Wie alle Dermatophyten ernährt sich Trichophyton rubrum von Keratin. Die Übertragung von Mensch zu Mensch erfolgt durch direkten oder indirekten Kontakt. Selten kommen auch Übertragungen vom Menschen auf Tiere vor. Die Teleomorphe, also das geschlechtliche Stadium von T. rubrum, ist bislang unbekannt.

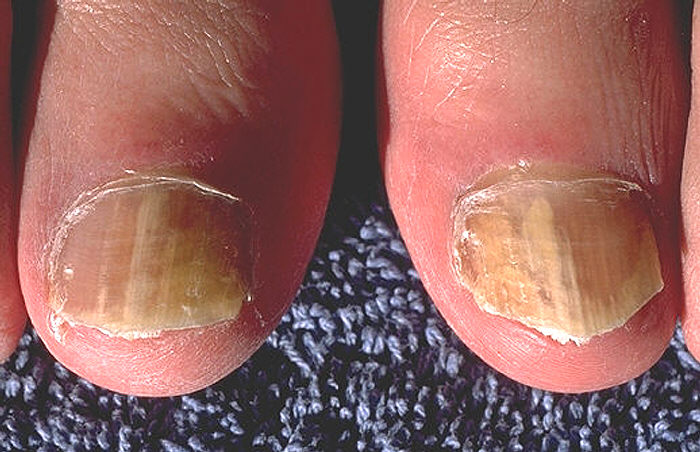
Durch T. rubrum verursachter Nagelpilz
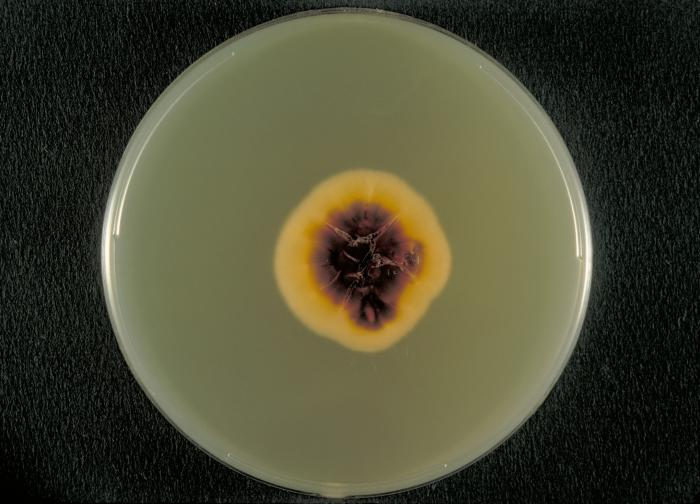
Kultur von T. rubrum

Im Nativpräparat zeigt sich T. rubrum bei Erkrankungen der Haut in Form eines weitverzweigten Myzels, bei Nagelpilz als Sporenketten. Auf einem Sabouraud-Dextrose-Agar bildet der Pilz weiße Kolonien mit Radiärfaltung, die im Randbezirk grünlich oder rot bis violett werden; in der Woodlicht-Diagnostik zeigt er keine Fluoreszenz. Auf dem Mycosel-Medium bildet sich zunächst ein gelber, später roter Rand. Auf beiden Nährboden ist die Unterseite der Kultur weinrot. Im mikroskopischen Bild ist er durch zahlreiche, birnenförmige und ährenförmig angeordnete Mikrokonidien gekennzeichnet. Makrokonidien sind selten und zigarrenförmig mit 3–8 Kammern. Sporen sind nur selten sichtbar.
T. rubrum war vor allem in den USA und im Nahen Osten verbreitet. Mittlerweile kommt er weltweit vor, seine Häufigkeit nimmt auch in Europa stark zu.